# Lois Weinberger

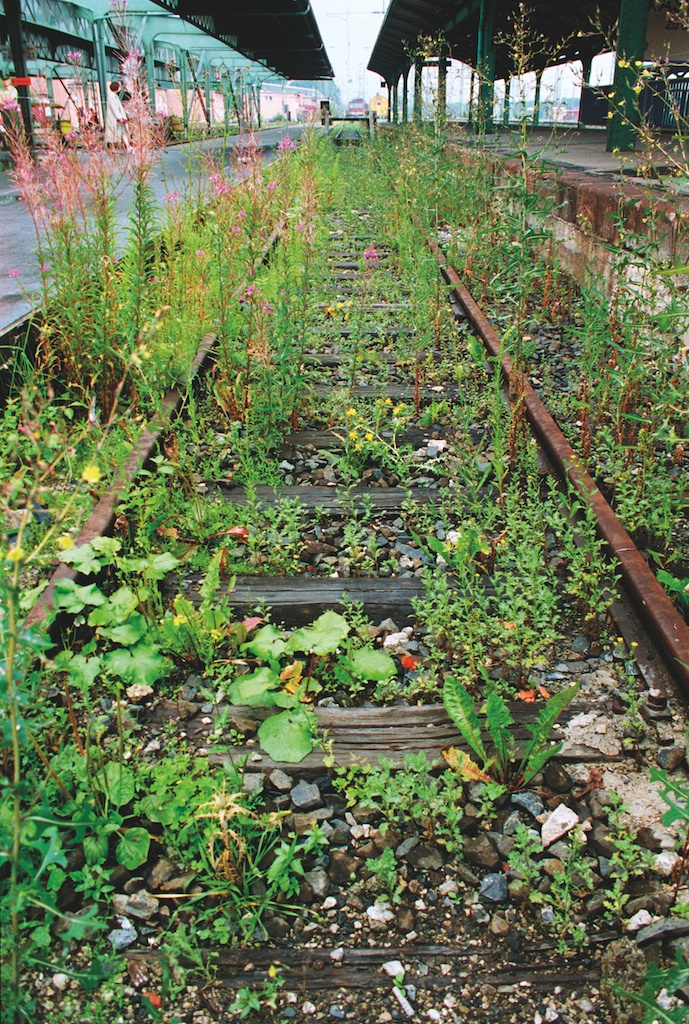
Het kunstobject te Kassel

Lois Weinberger (Stams, 24 september 1947 – Wenen, 21 april 2020) was een Oostenrijkse kunstenaar.
Zijn oeuvre situeert zich op het snijvlak van politiek, ecologie en kunst, alhoewel hij zelf aangaf dat zijn werk geen wetenschappelijke kant had. Hij maakte veelvuldig gebruik van plantaardig materiaal en gebruikte onaantrekkelijke plekken in stedelijke gebieden waar hij de natuur zijn gang liet gaan. Hij toonde de tegenstellingen tussen stad en nomade of orde en chaos, en bracht hier harmonie in aan.
Hij zag zichzelf als een 'agricultureel werker' en gaf onkruid en wilde planten een hoofdrol in zijn werk. De studie van onkruid via notities, tekeningen, foto’s, objecten, theoretische reflecties, film en interventies in de publieke ruimte, vormde hierbij een rode draad. 
In de jaren 90 groeide zijn bekendheid. In 1991 was hij aanwezig op de Bienal de São Paulo. Voor Documenta X (Kassel, 1997) plantte hij Zuid-Europese planten op een 100 meter lang verlaten treinspoor om aandacht voor migratie te vragen. In 2000 volgde een tentoonstelling in het Museum Moderner Stiftung Kunst Ludwig Wien in Wenen. In 2009 vertegenwoordigde hij Oostenrijk op de Biënnale van Venetië.
In 2019 maakte hij in kader van 'De Blik van Bruegel' het kunstwerk Kuh voor Dilbeek.
Naast kunstwerken in de open ruimte maakte Weinberger onder andere ook tekeningen, foto’s, video-installaties en sculpturen.
Weinberger overleed op 72-jarige leeftijd in Wenen.
- Bibliothèque nationale de France: cb12000102d (data)
- Gemeinsame Normdatei: 119308592
- International Standard Name Identifier: 0000 0001 2130 700X
- Library of Congress Control Number: no92020529
- Nationale Bibliotheek van Israël: 987007450368005171
- RKD-Nederlands Instituut voor Kunstgeschiedenis: 230164
- Système universitaire de documentation: 102542538
- Union List of Artist Names: 500397331
- Virtual International Authority File: 45108726
- WorldCat: E39PBJxMgG9PkjhKCbrx8qHpyd